# デイミオン・ピアース
デイミオン・ピアース（Dameon Pierce, 2000年2月19日 - ）は、アメリカ合衆国ジョージア州ベインブリッジ出身のプロアメリカンフットボール選手。NFLのヒューストン・テキサンズに所属している。ポジションはランニングバック。

## 経歴

### カレッジ
フロリダ大学で4年間プレーし、通算で1,806ラン獲得ヤード、23のタッチダウンを記録した。
4年目の2021年シーズン終了後、2022年のNFLドラフトにエントリーした。

### ヒューストン・テキサンズ
ドラフト全体107位でヒューストン・テキサンズから指名され、その後ルーキー契約を結んだ。
2022年シーズン開幕戦となった第1週のインディアナポリス・コルツ戦にてNFLデビューを果たし、第3週のシカゴ・ベアーズ戦でキャリア初となるタッチダウンを記録した。シーズンでは939ラン獲得ヤード、4タッチダウンを記録した。
2023年シーズンは足首の負傷により中盤の3試合を欠場し、デビン・シングレタリーと併用された。
2024年シーズンはトレードで獲得したジョー・ミクソンがチームのエースRBとなり、先発した試合はなかった。第18週のテネシー・タイタンズ戦でシーズンでのリーグ最長、テキサンズ史上2番目となる92ヤードのタッチダウンランを決めた。